# Пстиго Іван Іванович
Іван Іванович Пстиго (1918—2009) — радянський воєначальник Військово-повітряних сил СРСР, маршал авіації (1975), Герой Радянського Союзу (1978), Заслужений військовий льотчик СРСР (1967).

## Біографія
Народився 10 квітня 1918 року в селі Сухополь (нині Аргангельського району Башкортостану, РФ) у селянській родині. Білорус. Закінчив середню школу.
У лавах РСЧА з 1936 року. В 1940 році закінчив Енгельську військову школу льотчиків.
На фронтах німецько-радянської війни з 1941 року. Був командиром ескадрильї, начальником повітряно-стрілецької служби штурмової авіаційної дивізії і авіаційного корпусу, а з грудня 1943 року командир штурмового авіаполку на Південно-Західному, Сталінградському, Брянському, 1-му і 2-му Прибалтійському, 3-му Білоруському і 1-му Українському фронтах. За війну здійснив 96 бойових вильотів.
У 1947 році закінчив Вищі льотно-тактичні КУОС.
У 1957 році закінчив Військову академію Генштабу, командував авіаційною дивізією, корпусом, армією.
У 1967 році став заступником головкома Військово-повітряних Сил з бойової підготовки.
З 1977 року у центральному апараті ВПС, а з 1983 року у Групі генеральних інспекторів МО СРСР.

## Звання та нагороди
7 квітня 1978 року Івану Івановичу Пстигу присвоєно звання Героя Радянського Союзу за особисту мужність та відвагу, проявлену у боротьбі з німецько-фашистськими загарбниками у роки німецько-радянської війни, великий внесок у підготовку і підвищення бойової готовності військ у післявоєнний період, освоєння складної бойової техніки і у зв'язку з шістдесятиліттям з дня народження.
Також мав інші відзнаки:
- 2 ордени Леніна
- орден Жовтневої Революції
- 7 орденів Червоного Прапора
- орден Олександра Невського
- 2 ордени Вітчизняної війни I ступеня
- орден Червоної Зірки
- іноземні нагороди
- медалі